# Cuadro Nacional
Cuadro Nacional es una localidad y distrito ubicado en el departamento San Rafael de la provincia de Mendoza, Argentina, 3 kilómetros al este de la ciudad de San Rafael, con la cual se encuentra en conurbación. 
Su principal vía de comunicación es la Ruta Nacional 146 que la vincula al oeste con San Rafael y al este con Monte Comán.
La zona cuenta con gas natural, agua potable, electricidad, cloacas (desarrolladas recientemente), telefonía fija y transporte público con gran frecuencia, que permite el traslado de los residentes a la ciudad de San Rafael para desarrollar sus actividades. 
La localidad se desarrolló a partir de la estación de ferrocarril que se inauguró el 22 de agosto de 1903. Fue una de las primeras localidades en alojar una Estación Enológica para la producción de vinos en la zona.

## Parroquias de la Iglesia Católica
| Diócesis  | San Rafael                          |
| --------- | ----------------------------------- |
| Parroquia | Nuestra Señora del Perpetuo Socorro |

## Establecimiento Cuadro Nacional
En el marco de la Guarnición de Ejército San Rafael, se erige el Establecimiento Cuadro Nacional del Ejército Argentino.
En el año 1976 la VIII Brigada de Infantería de Montaña instaló la Base de Combate «Cuadro Nacional», desde operaba una fuerza de tareas en la Subárea 3315, con jurisdicción sobre el departamento San Rafael.